# NBA All-Star Game 1977
L'NBA All-Star Game 1977, svoltosi a Milwaukee, vide la vittoria finale della Western Conference sulla Eastern Conference per 125 a 124.
Julius Erving, dei Philadelphia 76ers, fu nominato MVP della partita.

## Squadre

### Western Conference
| Western Conference  |                        |             |             |             |             |             |             |             |             |
| Giocatore           | Squadra                | MIN         | FGM         | FGA         | FTM         | FTA         | RIM         | AST         | PT          |
| Bobby Jones         | Denver Nuggets         | 14          | 1           | 4           | 0           | 0           | 0           | 3           | 2           |
| David Thompson      | Denver Nuggets         | 29          | 7           | 9           | 4           | 6           | 7           | 3           | 18          |
| Dan Issel           | Denver Nuggets         | 10          | 0           | 3           | 0           | 0           | 1           | 0           | 0           |
| Paul Westphal       | Phoenix Suns           | 31          | 10          | 16          | 0           | 0           | 1           | 6           | 20          |
| Norm Van Lier       | Chicago Bulls          | 14          | 1           | 3           | 0           | 0           | 1           | 1           | 2           |
| Kareem Abdul-Jabbar | Los Angeles Lakers     | 23          | 8           | 14          | 5           | 6           | 4           | 2           | 21          |
| Rick Barry          | Golden State Warriors  | 29          | 7           | 16          | 4           | 4           | 4           | 8           | 18          |
| Phil Smith          | Golden State Warriors  | 28          | 6           | 13          | 1           | 2           | 6           | 8           | 13          |
| Don Buse            | Indiana Pacers         | 19          | 2           | 4           | 0           | 0           | 2           | 5           | 4           |
| Billy Knight        | Indiana Pacers         | 12          | 1           | 5           | 2           | 2           | 5           | 0           | 4           |
| Bob Lanier          | Detroit Pistons        | 20          | 7           | 8           | 3           | 3           | 10          | 4           | 17          |
| Maurice Lucas       | Portland Trail Blazers | 11          | 3           | 9           | 0           | 0           | 4           | 2           | 6           |
| Bill Walton         | Portland Trail Blazers | infortunato | infortunato | infortunato | infortunato | infortunato | infortunato | infortunato | infortunato |
| Totale              |                        | 240         | 53          | 104         | 19          | 23          | 45          | 42          | 125         |
| All. Larry Brown    | Denver Nuggets         |             |             |             |             |             |             |             |             |

MIN: minuti. FGM: tiri dal campo riusciti. FGA: tiri dal campo tentati. FTM: tiri liberi riusciti. FTA: tiri liberi tentati. RIM: rimbalzi. AST: assist. PT: punti

### Eastern Conference
| Eastern Conference |                    |             |             |             |             |             |             |             |             |
| Giocatore          | Squadra            | MIN         | FGM         | FGA         | FTM         | FTA         | RIM         | AST         | PT          |
| Julius Erving      | Philadelphia 76ers | 30          | 12          | 20          | 6           | 6           | 12          | 3           | 30          |
| George McGinnis    | Philadelphia 76ers | 26          | 2           | 9           | 0           | 2           | 7           | 2           | 4           |
| Bob McAdoo         | Buffalo Braves     | 38          | 13          | 23          | 4           | 4           | 10          | 2           | 30          |
| Doug Collins       | Philadelphia 76ers | 21          | 3           | 6           | 2           | 2           | 2           | 6           | 8           |
| Pete Maravich      | New Orleans Jazz   | 21          | 5           | 13          | 0           | 0           | 0           | 4           | 10          |
| John Havlicek      | Boston Celtics     | 17          | 2           | 5           | 0           | 0           | 1           | 1           | 4           |
| Earl Monroe        | New York Knicks    | 15          | 2           | 7           | 0           | 0           | 0           | 3           | 4           |
| Jo Jo White        | Boston Celtics     | 15          | 5           | 7           | 0           | 0           | 1           | 2           | 10          |
| Elvin Hayes        | Washington Bullets | 11          | 6           | 6           | 0           | 0           | 2           | 1           | 12          |
| Rudy Tomjanovich   | Houston Rockets    | 22          | 3           | 9           | 0           | 0           | 10          | 1           | 6           |
| Phil Chenier       | Washington Bullets | 12          | 3           | 6           | 0           | 0           | 1           | 1           | 6           |
| George Gervin      | San Antonio Spurs  | 12          | 0           | 6           | 0           | 0           | 1           | 0           | 0           |
| Dave Cowens        | Boston Celtics     | infortunato | infortunato | infortunato | infortunato | infortunato | infortunato | infortunato | infortunato |
| Totale             |                    | 240         | 56          | 117         | 12          | 14          | 47          | 26          | 124         |
| All. Gene Shue     | Philadelphia 76ers |             |             |             |             |             |             |             |             |

MIN: minuti. FGM: tiri dal campo riusciti. FGA: tiri dal campo tentati. FTM: tiri liberi riusciti. FTA: tiri liberi tentati. RIM: rimbalzi. AST: assist. PT: punti